# Alucita atomoclasta
Alucita atomoclasta is een vlinder uit de familie van de waaiermotten (Alucitidae). De wetenschappelijke naam van de soort is voor het eerst geldig gepubliceerd in 1934 door Meyrick.
De soort komt voor in tropisch Afrika, meer specifiek Sao Tomé en Principe.